# Astragalus pichleri
Astragalus pichleri là một loài thực vật có hoa trong họ Đậu. Loài này được Beck miêu tả khoa học đầu tiên.